# Школа фабрично-заводського учнівства
Школа фабрично-заводського учнівства, школа ФЗУ (рос. Школа фабрично-заводского ученичества) — нижчий (основний) тип професійно-технічної школи в СРСР у 1920—1940 роках.
Школи ФЗУ діяли при великих підприємствах для підготовки кваліфікованих робітників. Термін навчання 3—4 роки. У школу приймалася молодь 14—18 років з початковою освітою. Нарівні з професійним навчанням у школі велася загальноосвітня підготовка.
У 1930—1939 роках навчання проходило в основному на базі 7-річної школи та, через скорочення годин на загальноосвітні предмети, термін навчання знизився до 1,5—2 років. У 1940 році більшість шкіл ФЗУ були реформовані у школи фабрично-заводського навчання і ремісничі училища, зберігшись переважно в легкій і харчовій промисловостях.
У 1959—1963 роках нарівні з усіма професійно-технічними навчальними закладами системи Державних трудових резервів СРСР школи ФЗУ були перетворені в професійно-технічні училища (ПТУ) з різними термінами навчання.
За час існування шкіл ФЗУ було підготовлено близько 2,5 млн кваліфікованих робітників.